# Autreville (Vosges)
Autreville é uma comuna francesa na região administrativa do Grande Leste, no departamento de Vosges. Estende-se por uma área de 11.09 km², e possui 185 habitantes, segundo o censo de 2018, com uma densidade de 17 hab/km².